# Kiri Vong
Kiri Vong är ett distrikt i Kambodja.   Det ligger i provinsen Takeo, i den södra delen av landet, 100 km söder om huvudstaden Phnom Penh.